# Operários
Operários – en français Ouvriers – est un tableau réalisé en 1933 par la peintre brésilienne Tarsila do Amaral. De format horizontal, cette huile sur toile est un portrait de groupe représentant une cinquantaine d'ouvriers de différentes origines ethniques devant des cheminées d'usine. Elle est conservée au sein des collections de l'Acervo Artístico-Cultural dos Palácios do Governo do Estado de São Paulo, à São Paulo.
Marquée par une diagonale ascendante évoquant la pyramide sociale, la composition a sans doute été inspirée par une affiche de Valentina Kulagina pour la journée internationale des travailleuses, mais aussi par une toile d'Hans Baluschek représentant des ouvrières. Elle comprend les portraits individuels de connaissances de l'artiste ou de personnalités qu'elle apprécie, parmi lesquelles Elsie Houston, Mário de Andrade et Gregori Warchavchik.